# بنادق عبر القناة الإنجليزية

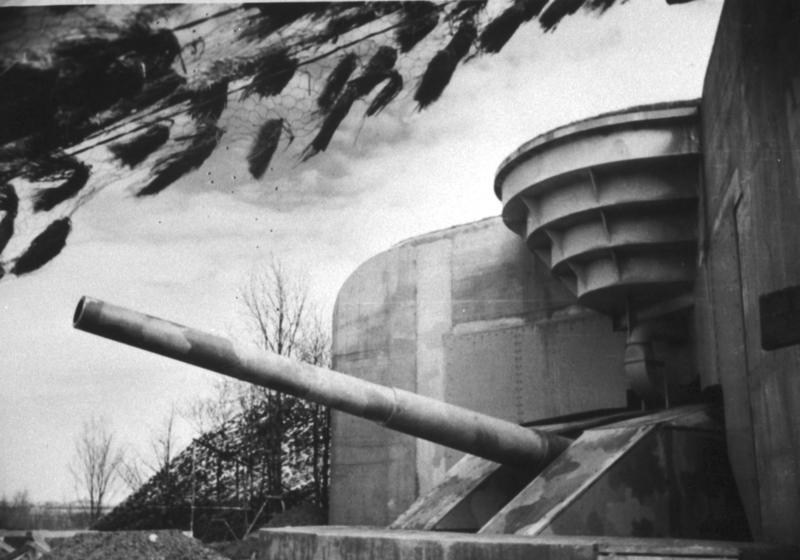
واحدة من 380 مم لبطارية تود.

خلال الحرب العالمية الثانية، كانت البنادق العابرة للقناة الإنجليزية عبارة عن قطع مدفعية ساحلية بعيدة المدى وُضعت على سواحل بحر المانش في كينت بإنجلترا وبا دو كاليه بفرنسا، حيث تكون إنجلترا هي الأقرب إلى أوروبا القارية. كان هدفهم قصف سفن العدو في القناة الإنجليزية وكذلك المدن والمنشآت العسكرية.

## تاريخي

### البنادق الألمانية
كانت أولى هذه البنادق الموضوعة هي بنادق فيرماخت، والتي تم تركيبها على الساحل الفرنسي في أواخر عام 1940 أي بعد بناء الجدار الأطلسي.
كانت البطارية الأولى التي تم وضعها هي بطارية Siegfried جنوب Cap Gris-Nez ، مع أول مدفع 380 مم، ثم أعيدت تسمية ثلاث بطاريات أخرى لتشكيل البطارية " تود»، أو في الكل:
- أربعة بنادق 380 مم من بطارية Todt في أودينجين ( باد كاليه) جنوب Cap Gris-Nez.

تبع ذلك بسرعة البطاريات التالية:
- ثلاث بنادق عيار 305 مم بطارية فريدريش أغسطس»، شمال بولوني سور مير؛
- مدفعان عيار 210 مم من " بطارية برينز هاينريش»، في سانجات (باد كاليه) (متبقي فقط، نقطتا تخزين ذخيرة، حتى أبريل 1943، البطارية متبوعًا بما يلي؛
- أربع بنادق من عيار 280 مم " بطارية Groẞer Kurfürst » في Framezelle (Cape Gris-Nez)؛
- مدفعان عيار 210 مم من " بطارية أولدنبورغ» في كاليه؛
- ثلاثة بنادق عيار 406 مم (بما «ذلك«مدافع أدولف «) من» بطارية ليندمان» في سانغات (بين كاليه وكاب بلانك-نيز)؛ سميت البطارية بهذا الاسم تكريما لـ إرنست ليندمان، الذي توفي أثناء قيادة السفينة الحربية البارجة الألمانية بسمارك عندما غرقت في عام 1941.

يمكن للجميع إطلاق النار عبر القنال الإنجليزي، لكنهم لم يتمكنوا من إطلاق النار على السفن المبحرة في القنال الإنجليزي. تمت معالجة هذا القصور من خلال إضافة ثلاث مدافع Krupp K5 المثبتة على السكك الحديدية 280 مم، والتي يمكن أن تطلق النار بدقة على المباني البريطانية من مسافة تصل إلى 86 km.

### الرد البريطاني

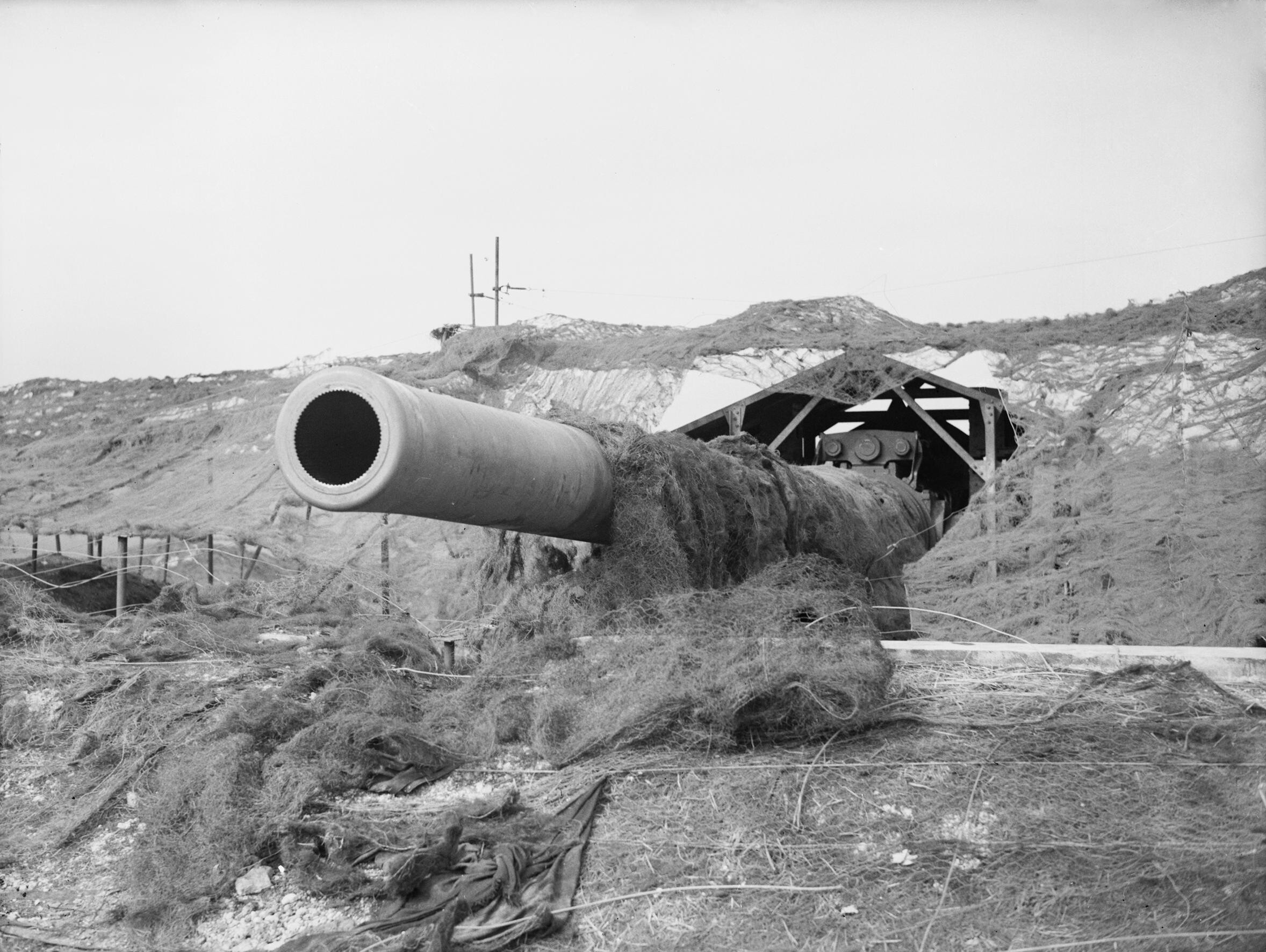
ويني ، 14 بوصة في St Margaret-at-Cliffe بالقرب من دوفر ، في مارس 1941.

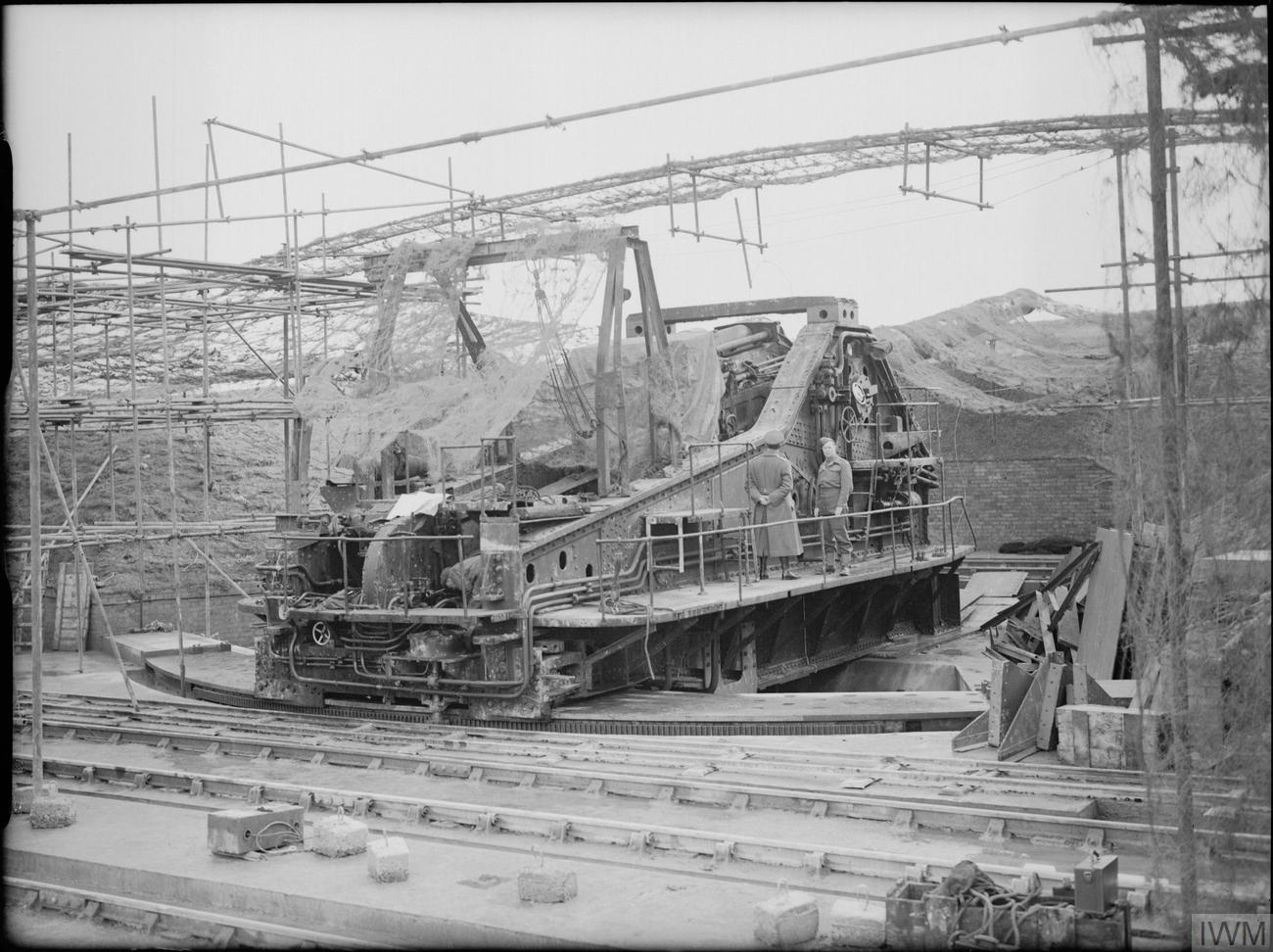
بو في مارس 1941.

بعد إخلاء معركة دنكيرك ومعركة بريطانيا، لم يكن لدى البريطانيين أي استجابة فورية لعرض هذا التهديد، ولكن تم تحصين الأرض المرتفعة على جانبي ميناء دوفر بأمر شخصي من رئيس الوزراء البريطاني ونستون تشرتشل (الذي زار الموقع. لرؤية الوضع شخصيًا)، وتم تركيب بنادق مدفونة من العيار الكبير. كانت الأسلحة البريطانية الوحيدة عبر القناة الإنجليزية الموجودة بالفعل هي ويني ، وفي وقت لاحق في عام 1940، بو . (Winnie the pooh هو الاسم الأصلي للدب الخيالي ويني-ذا-بوه، و Winnie هو أيضًا اختصار لـ Winston ، الاسم الأول لرئيس الوزراء ونستون تشرشل.) كان هذان مدفعان 14 بوصة (35,6 سم) موضوعين خلف سانت مارغريت. كانت هذه أجزاء مأخوذة من مخزون أسلحة البارجة الملك جورج الخامس. استخدم الأول جبلًا مأخوذًا من إتش إم إس فوريوس والآخر عبارة عن جبل من تثبيت تجريبي بدون برج. تم تشغيلها من غرف تحكم وإطلاق منفصلة، وتم تشغيلها بواسطة 25 رجلاً من فوج الحصار البحري الملكية. زرعت هذه البنادق الروح المعنوية البريطانية من خلال إطلاق القذيفة الأولى من بريطانيا إلى أوروبا القارية في أغسطس 1940، لكنها كانت بطيئة وغير فعالة مقارنة بالمدافع الألمانية. هاجموا البنادق الألمانية (كانت غير دقيقة للغاية وبطيئة جدًا في إطلاق النار على السفن). كانوا محميين ضد الهجمات الجوية الألمانية عن طريق النيران. كانت مخازنهم من الكوردايت والقذائف، المنفصلة والمموهة جيدًا، مدفونة بعمق وربطت بالبنادق بواسطة القضبان.
غاضبًا من عدم كفاءتها في استهداف السفن، أمر تشرشل بثلاث بطاريات جديدة من المدفعية الثقيلة التي تم بناؤها في دوفر وتشغيلها من قبل المدفعية الملكية البريطانية:
- ثلاث بنادق 6 بوصات بمدى 25000 ياردة، تشكل بطارية Fan Bay ؛
- أربعة بنادق 9,2 بوصة (234 mm) بمدى يصل إلى 42000 ياردة (28 300 m) تشكل بطارية South Foreland [الإنجليزية]
 ؛
- مدفعان 15 بوصة (381 mm) بمدى 42000 ياردة 538 400 m من Battery Wanstone ، والمعروفين باسم Clem (بعد كليمنتين تشرشل) وجين (بعد جين، وهو رسم كاريكاتوري دبوس متابعة).

انضمت batterie Lydden Spout لاحقًا إلى هذه الأسلحة. كان لديها ثلاثة بنادق من طراز Mk V مقاس 13.5 بوصة (34,3 سم). تم إخراج أسلحة الحرب العالمية الأولى هذه (المسماة Gladiator و Scene Shifter و Piece Maker) من التقاعد في عام 1939 وتم تركيبها على إطارات السكك الحديدية. تم تشغيل هذه المدافع المثبتة على السكك الحديدية من قبل مشاة البحرية، ولكن تم تحريكها بواسطة طاقم المهندسين الملكي عندما لا تكون قيد الاستخدام. ثم تم إخفاؤها في نفق سكة حديد Guston في محطة سكة حديد Eythorne [الإنجليزية]
 على East Kent Light Railway [الإنجليزية]
 ، وأماكن أخرى.
في سبتمبر 1944 أي بعد إنزال النورماندي، تم تكليف فرقة المشاة الكندية 3 بالاستيلاء على كاليه وإسكات البطاريات الألمانية الثقيلة القريبة. لقد فعلوا ذلك بمساعدة دقيقة وفعالة من Winnie and Pooh ، حيث أوقفت المدافع البريطانية إحدى البطاريات الألمانية عن العمل.

### «من نار إلى الجحيم»
مبارزة المدفعية هذه، جنبًا إلى جنب مع العديد من القصف الألماني ونيران المدفعية الثقيلة على المنطقة الحضرية على مضيق دوفر، أعطت لقب هيلفاير كورنر («نار من الجحيم») إلى ذراع القناة الإنجليزية. إجمالاً، تعرضت المنطقة لحوالي 2200 قذيفة  ، و 3059 إنذار، و 216 وفات، وتضرر 10056 بنية. كما تضررت أو فقدت العديد من الشحنات. نظرًا لأن البنية التحتية للسكك الحديدية والطرق البريطانية لم تكن كافية في ذلك الوقت لضمان حركة البضائع الأساسية، ولا سيما الفحم، كان على العديد من القوافل البحرية أن تأخذ مضيق دوفر بينما تعرض نفسها لنيران العدو.
أطلقت نيران بنادق بريطانية على السفن الألمانية البارجة الألمانية شارنهورست وغيسيناو و الطرادة برينز يوجين خلال " عملية سيربيروس عام 1942، دون أن ينجح في إيقافهم.
توقفت المبارزة فقط عندما تقدمت قوات الحلفاء للغزو الداخلي لمواقع إطلاق النار الألمانية على الساحل الفرنسي في النصف الثاني من عام 1944. في 26 سبتمبر 1944، وهو اليوم الأخير لإطلاق النار من البنادق الألمانية، عبرت 50 قذيفة القناة الإنجليزية وقتلت خمسة أشخاص في إنجلترا. وكان آخر ضحية هو باشينس رانسلي، 63 سنة، والذي قُتل في دوفر بنيران بطارية ليندمان أثناء وجوده في Barwick's Cave ، وهو مُعزز بطول 270 مترًا 

### اليوم

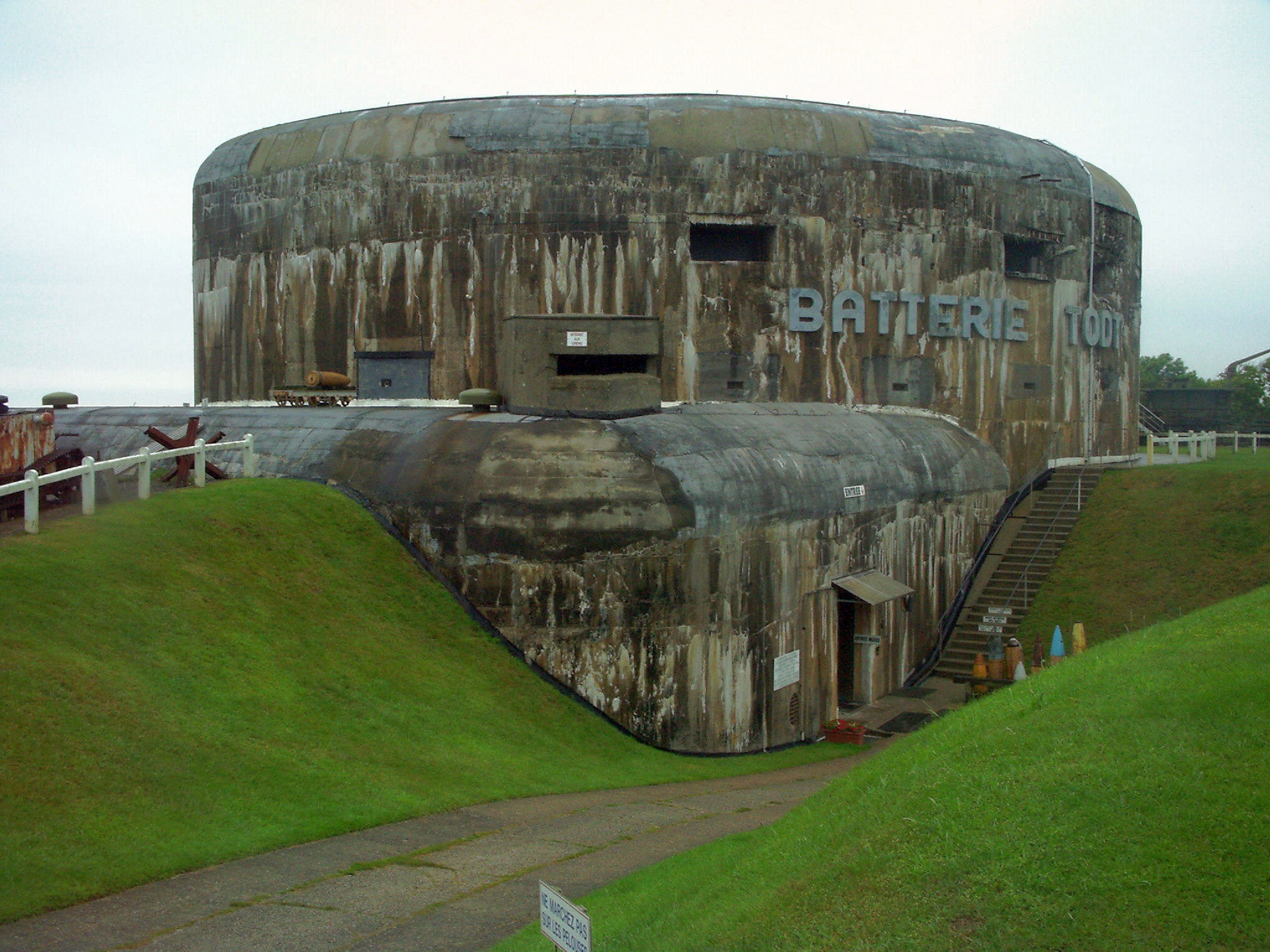
الجزء الخلفي من مخبأ بطارية Todt ، مفتوح الآن للزوار.

تُعرض إحدى البنادق الألمانية العابرة للقناة في متحف Todt Battery ، المعروف أيضًا باسم " متحف جدار لاأطلسي»، في أودينجين (باد كاليه). منذ عام 1954، تم عرض قسم من الدروع المطلية، تم أخذها على أنها تذكار غنيمة حرب من أحد أبراج Lindemann Battery ، على الواجهة البحرية في دوفر.
بين كاليه وبولوني سور مير، لا يزال هناك العديد من الهياكل الخرسانية، التي تشير إلى مواقع الأسلحة المختلفة والمخابئ المرتبطة بها، في حالات مختلفة من الحفظ.